# Iberline Express
Iberline Express fue una aerolínea española que operó vuelos desde Logroño entre 2003 y 2004. Fue la primera aerolínea en operar en el Aeropuerto de Logroño-Agoncillo, inaugurado en el 2003.
Iberline Express fue una subsidiaria de Swedline Express (aerolínea sueca que desapareció en 2006).

## Historia
El 19 de mayo de 2003 operó su primer vuelo a Madrid, sufriendo un retraso que condicionó al resto de vuelos en su primer día. Unos meses después de empezar en Agoncillo entró Air Nostrum operando las mismas rutas que Iberline lo que hizo que poco tiempo después y ante los altos costes se vieran obligados a suspender su actividad.

## Antiguos destinos
En mayo de 2003 comenzaron sus primeros vuelos a Madrid y en septiembre de ese mismo año a Barcelona. Esos fueron sus únicos destinos pensados sobre todo para pasajeros de negocios que iban y regresaban el mismo día a Logroño.La competencia con Air Nostrum, interesado en operar las mismas líneas, hizo que la compañía cesase sus operaciones el 26 de enero de 2004.
| Destinos  | Aeropuertos                           |
| --------- | ------------------------------------- |
| Barcelona | Aeropuerto de Barcelona-El Prat       |
| Logroño   | Aeropuerto de Logroño-Agoncillo (HUB) |
| Madrid    | Aeropuerto de Madrid-Barajas          |

## Flota histórica
El Saab 340 fue el modelo de avión con el que contó la compañía, con capacidad para 33 pasajeros. El primero de ellos tuvo de nombre "San Millán". Se habló de ampliar el número de asientos ofertados si la cosa funcionaba bien con un Saab 2000, pero finalmente este avión no llegó a formar parte de su flota.
| Aeronaves | Total | Introducido | Retirado | Matrículas      |
| --------- | ----- | ----------- | -------- | --------------- |
| Saab 340  | 1     | 2003        | 2004     | SE-KCV y SE-LGS |